# Le Diamant du sénéchal
Le Diamant du sénéchal est un film muet français réalisé par Louis Feuillade en 1913 et sorti en 1914.

## Fiche technique
- Titre original : Le Diamant du sénéchal
- Autre titre : Les Diamants du sénéchal
- Réalisation et scénario : Louis Feuillade
- Société de production : Société des Établissements L. Gaumont
- Pays de production :  France
- Format : Muet - Noir et blanc - 1,33:1 - 35 mm
- Métrage : 486 m
- Genre : Court métrage
- Date de sortie : 
  - France : 20 février 1914

## Distribution
- René Navarre : Vicomte de Sancerre
- Renée Carl : Comtesse de Fontfrède